# جبرئیل
جبرئیل (به عبری: גַּבְרִיאֵל، مرد خدا یا خدا مبارز من است) فرشته‌ای در ادیان ابراهیمی است که اولین بار در کتاب دانیال به او اشاره شده است. کتاب دانیال یکی از بخش‌های متأخر تنخ، مجموعهٔ کتب مقدس یهودیان، است که در پس از اسارت بابلی و دورهٔ سلوکیان نوشته شده است. در بخش‌های قدیمی‌تر اثری از جبرئیل نیست. او همچنین از شخصیت‌های در عهد جدید مسیحیان است. از جبرئیل در قرآن نیز یاد شده است.
این نام تلفظ‌های دیگری چون جَبرائیل، جِبریل، گابریل و کردایل نیز دارد. جبرئیل به نام‌های فرشتهٔ وحی، امین وحی، عقل اول، ناموس اکبر، روح اعظم، -و حتی برخی در اسلام- او را روح الامین و روح‌القدس (روح قدسی) خوانده‌اند . این نکته با آموزۀ مسیحیت تفاوت دارد چرا که در مسیحیت و طبق آموزۀ انجیل، «روح‌القدس» به معنای "روح پاک" و خود خداوند یکتا است، در حالی که جبرائیل صرفاً فرشته‌ای است که بشارت تولد عیسی‌مسیح را بر مریم مقدس داد. در نتیجه در مسیحیت یکی دانستن جبرائیل با روح‌القدس به همان معنای یکی دانستن جبرائیل با خداست که کفر به خدا محسوب می‌گردد (همچنین ببینید تثلیث خدای یکتا در مسیحیت).

## ریشه‌شناسی
نام وی در زبان عبری (גַּבְרִיאֵל) به معنای «مرد خدا» است. همچنین در لاتین جبرئیل «گابریل» (Gabriel) نامیده می‌شود.

## جبرئیل در یهودیت و مسیحیت
نام جبرئیل یا جبراییل ۴ بار در عهد جدید و عهد قدیم آمده است که ۲ بار از آن در انجیل لوقا به عنوان مژده‌آور تولد یحیی برای زکریا و مژده‌آور تولد عیسی برای مریم آمده است و نام او ۲ بار دیگر در کتاب دانیال آمده است. در کتاب دانیال نبی آمده جبرئیل به‌صورت انسان نازل می‌شود خوابش را برایش تعبیر کند اما جذبهٔ اوی باعث می‌شود دانیال از هوش برود. در جای دیگر آمده جبرئیل در حین عبادت دانیال پروازکنان نازل می‌شود تا اسراری را برایش آشکار کند. در یهودیت جبرئیل را در درجهٔ دوم اهمیت می‌دانند و میکاییل را بر آن ترجیح داده‌اند چرا که جبرئیل را نازل‌کنندهٔ بلا و فرمان قتال و جنگ می‌دانستند. در دانشنامهٔ معیار کتاب مقدس آمده: حضور جبرئیل در عهد عتیق نشان‌دهنده قدرت الهی است اما حضور او در عهد جدید علاوه بر قدرت الهی آرامش‌بخش و اطمینان‌آفرین می‌باشد. هر چهار بار حضور جبرئیل در کتاب مقدس به‌نوعی بیان‌کنندهٔ وعدهٔ الهی به ظهور مسیح می‌باشد.

## جبرئیل در اسلام
نام وی — به صورت جِبریل — سه بار در قرآن آمده است، هم چنین القاب او از جمله روح‌الامین چند بار در قرآن آمده است و وظیفهٔ اصلی او رساندن وحی گفته شده است. در بعضی از سوره‌های قرآن همچون سورهٔ آل عمران و مریم دربارهٔ مژدهٔ تولد عیسی و ظهور او بر مریم سخن گفته شده است. آیه‌های ۹۷ و ۹۸ سورهٔ بقره دشمنی با او را هم‌ارزِ دشمنی با خدا می‌شمارد. شأن نزول این آیات را بهانه‌جویی یکی از علمای یهود به نام ابن صوریا دانسته‌اند که دلیل ایمان نیاوردن خود را حامل وحی بودن جبرئیل برای محمد می‌داند. جبرئیل شصت هزار بار بر محمد نازل شده است. از دیدگاه مسلمانان جبرئیل برای اولین بار در غار حرا آیات قران را بر محمد نازل کرد و در مدت رسالتش همواره یاور او بوده است. شرحِ صدرِ محمد و تطهیر آن به دست وی و میکائیل بوده است. وضو گرفتن و نماز خواندن را به محمد یاد داد. در معراج همسفر و راهنمای محمد بود. همواره با تواضع نزد محمد حاضر می‌شد و پیش از ورود از وی اجازه می‌گرفت. مکان نزول جبرئیل در مسجدالنبی مقام جبرئیل نام گرفته است. بنابر روایات کتب اهل سنت و شیعه، محمد دو بار جبرئیل را به صورت حقیقی‌اش دیده است، یک بار در افق اعلی محمد از او درخواست می‌کند که شکل واقعی‌اش را ببیند و بار دیگر در معراج نزد سدرةالمنتهی در معراج او را به شکلی واقعی‌اش می‌بیند. این منابع از قول محمد می‌گویند جبرئیل غالباً به‌چهرهٔ جوان خوشرویی به نام دِحْیة بن خلیفه کلبی بر وی ظاهر می‌شده است. جبرئیل معمولی همچون مردی معمولی با جامه‌ای سبزرنگ و عمامه‌ای ابریشمی، سوار بر اسب یا استر ظاهر می‌شده است.
بنا به گفتهٔ پیروان اسلام او گاهی به‌صورت واقعی خود و گاهی به شکل جوانی خوشرو به نام دحیهٔ کلبی نزد محمد می‌آمد. در داستان معراج، او همسفر محمد بود و در منتهای معراج، در سدرةالمنتهی بازماند و به محمد گفت دیگر اجازه ندارد که پیش رود، و محمد به تنهایی به معراج ادامه داد.
بنا بر بعضی روایات مسلمانان، جبرئیل پنجاه بار بر ابراهیم، چهارصد بار بر موسی، ده بار بر عیسی و بیست و چهار هزار بار بر محمد نازل شده است.
شیخ مفید در روایتی آورده است: «جبرئیل در میان فرشتگان به شکل مردی میان‌بالا، سپیدپیشانی، سیه‌چشم، و دارای چهار بال سبز مرصع لؤلؤ است.»
و در حدیث دیگری او دارای ششصد بال مرصع به دُر است.

## نگارخانه

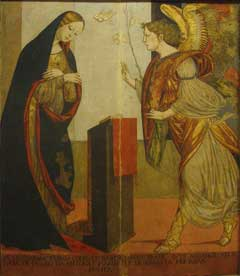
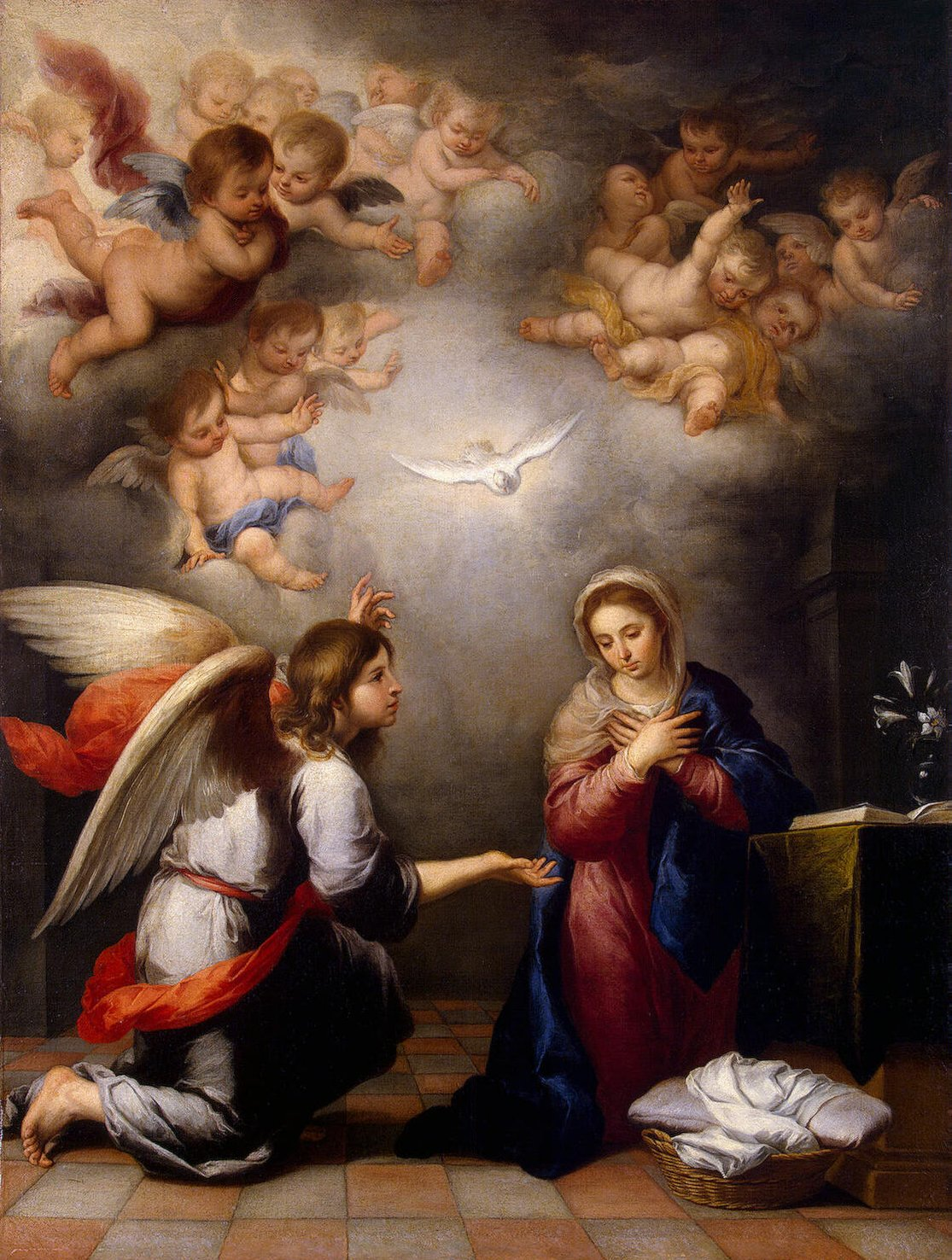
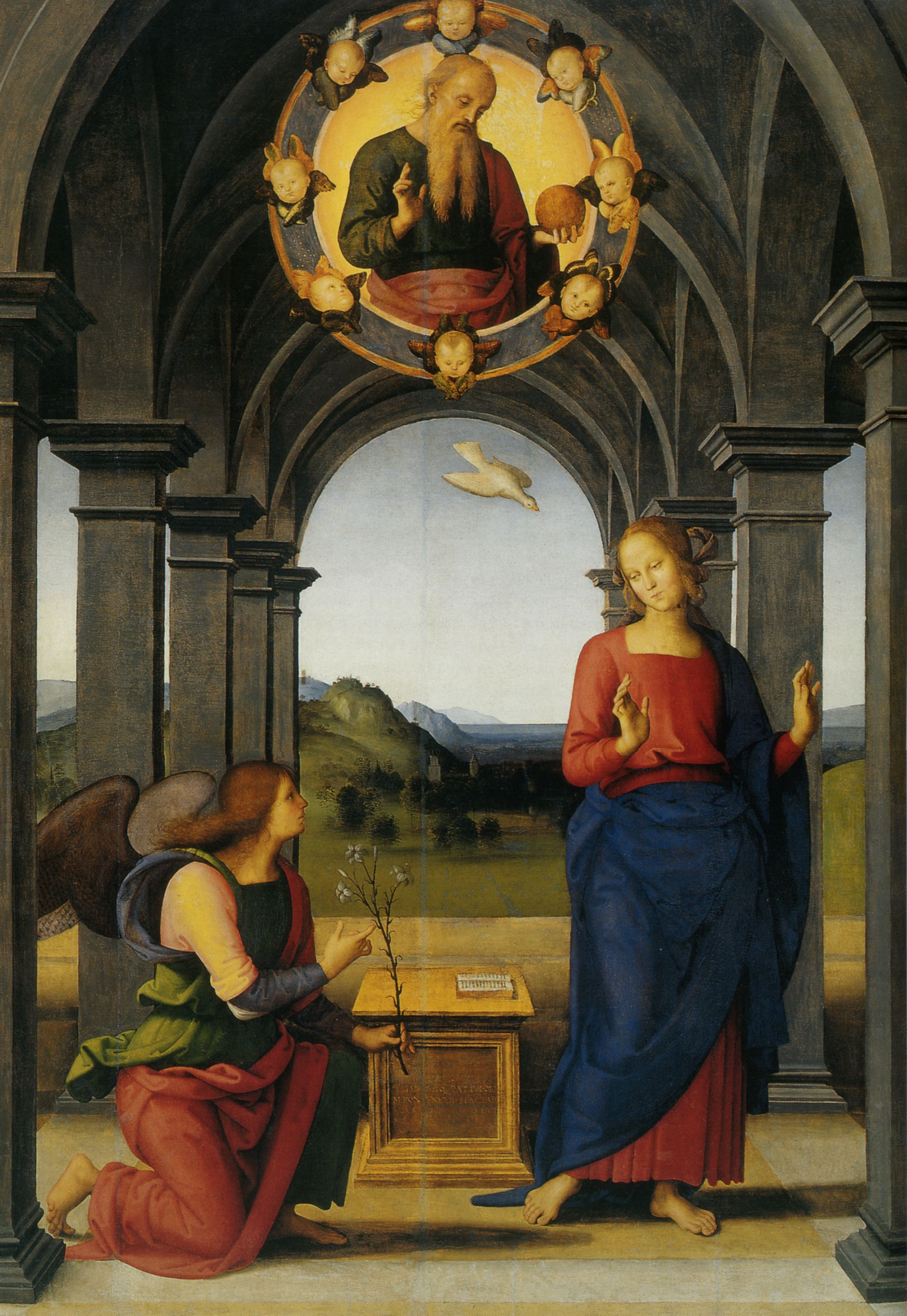
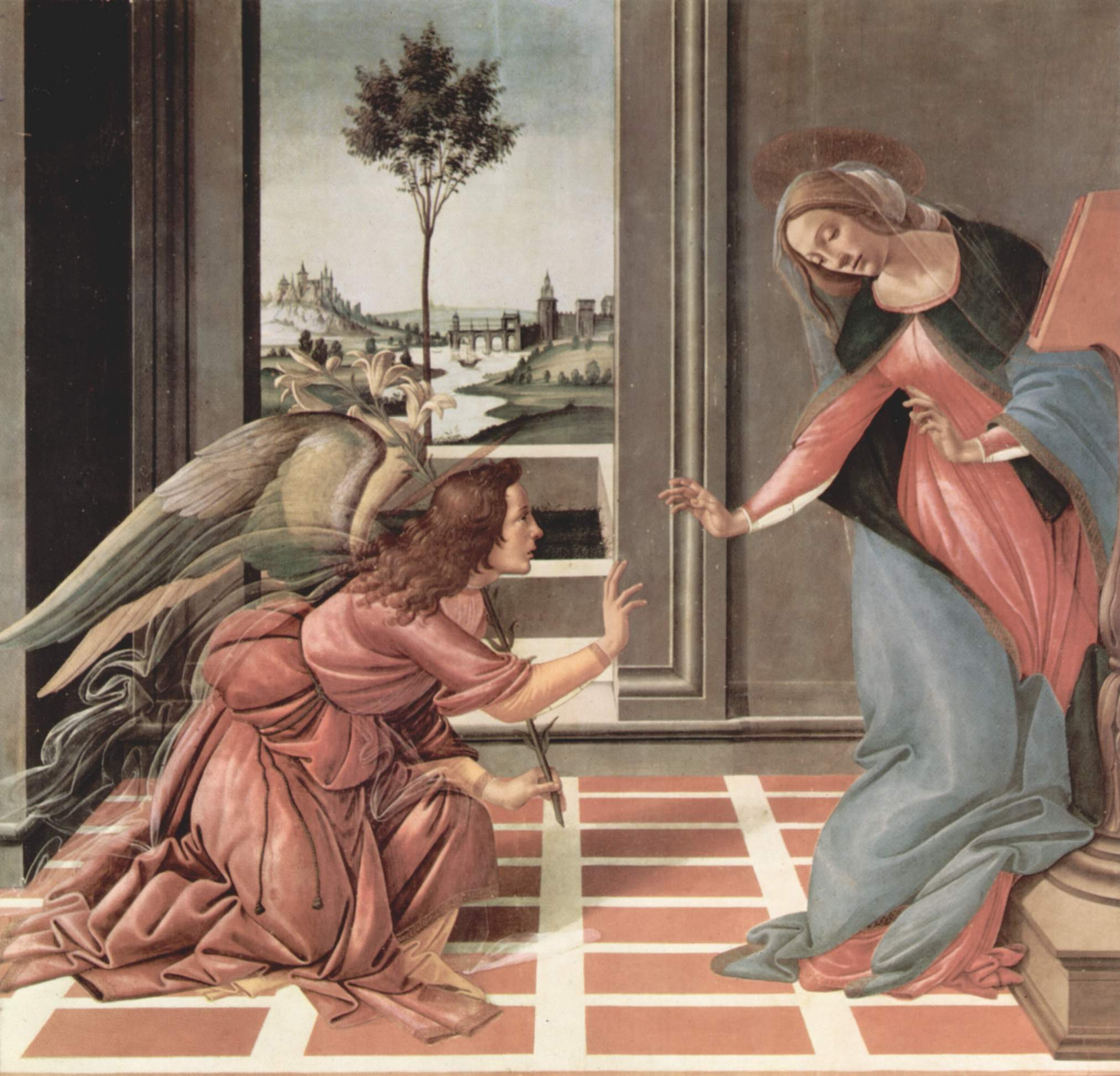
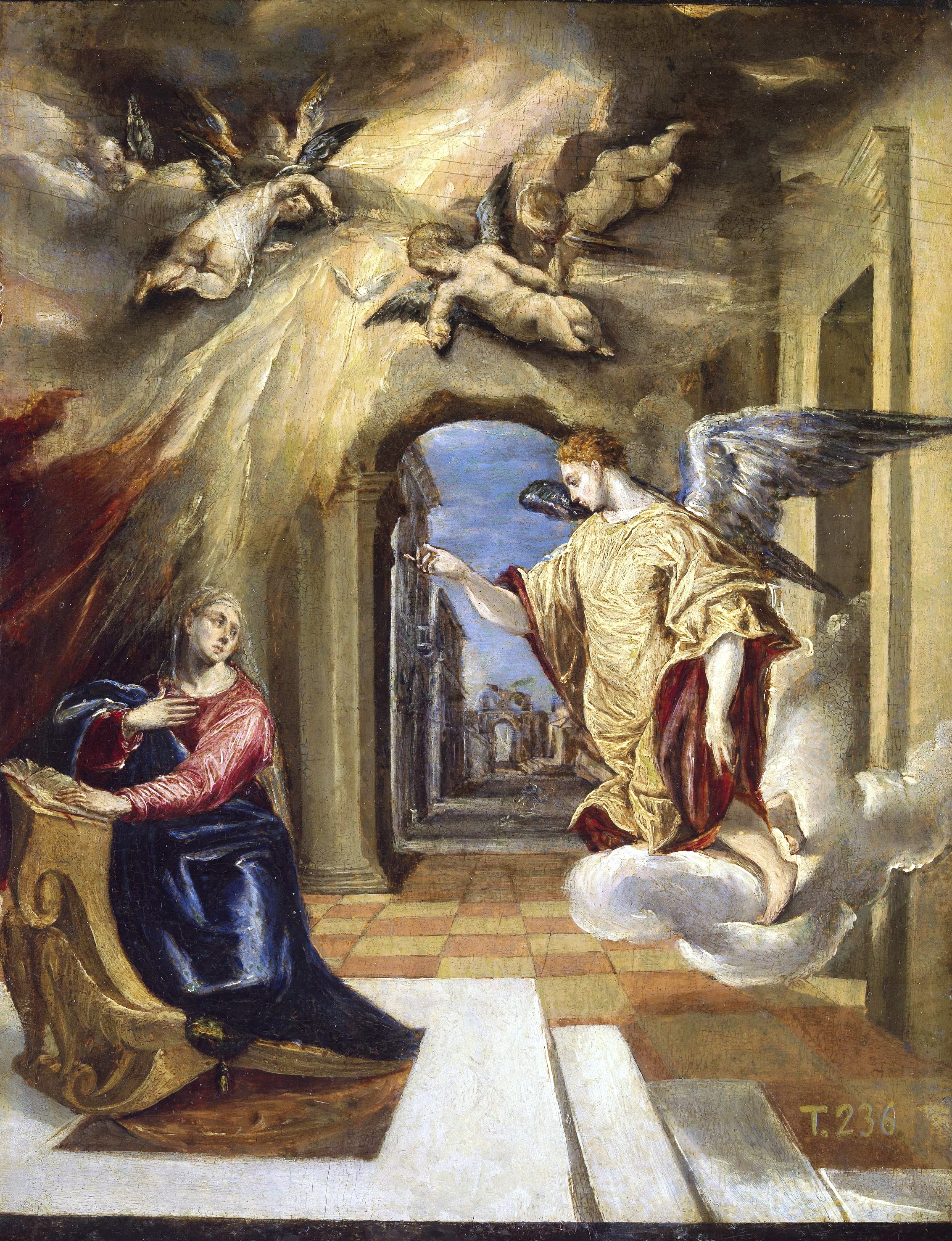